# Muiskwoelmuis
De muiskwoelmuis (Alexandromys mujanensis)  is een zoogdier uit de familie van de Cricetidae. De wetenschappelijke naam van de soort werd voor het eerst geldig gepubliceerd door Orlov & Kovalskaya in 1978.

## Voorkomen
De soort komt voor in Rusland.